# Abu al-Wafa' Buzjani
Abū al-Wafāʾ, Muḥammad ibn Muḥammad ibn Yaḥyā ibn Ismāʿīl ibn al-ʿAbbās al-Būzjānī ou Abū al-Wafā Būzhjānī (em persa: بوژگانی ou ابوالوفا بوزجانی; Buzhgan, 10 de junho de 940 — Bagdá, 15 de julho de 998) foi um astrônomo e matemático persa que trabalhou intensivamente na cidade de Bagdá, atual Iraque. Ele realizou inovações no campo da trigonometria esférica e seu estudo na aritmética como auxílio à matemática financeira é um dos primeiros exemplos do uso de números inteiros negativos.
Abū al-Wafaʾ é creditado também também pela compilação de tabelas de senos e tangentes em intervalos de quinze minutos (15'). Introduziu o estudo das funções secante e cossecante, relacionadas às linhas trigonométricas associadas a um arco. Sua obra Almagesto foi amplamente lida por astrônomos árabes medievais nos séculos após sua morte. O persa foi o primeiro a construir um muro quadrante para observar o céu, após influências das obras de al-Battani, principalmente Kitāb Az-zij.
O estudo da tangente ajudou-o a solucionar problemas envolvendo triângulos retângulos esféricos e também a desenvolver uma técnica para calcular tabelas de senos, permitindo-lhe construir tabelas mais precisas de relações trigonométricas. Ele também fez considerações acerca de identidades trigonométricas, a exemplo de sen(a ± b), ou seja, o seno da soma de ângulos, e observou que a lei dos senos poderia ser atribuída a cálculo de triângulos esféricos. Em 997, ele participou de um experimento para determinar a diferença da hora local em relação à da cidade de al-Biruni (que então vivia em Kath, agora parte do Usbequistão). O resultado foi muito próximo dos cálculos atuais, com uma discrepância de apenas uma hora.
O matemático persa nasceu em Buzhgan (Torbat-e Jam), no atual Irã. Aos 19 anos, em 959, mudou-se para Bagdá e permaneceu lá até sua morte, em 998. Ele foi contemporâneo dos cientistas eminentes Abū Sahl al-Qūhī e al-Sijzi, os quais viviam na atual capital iraquiana. Também teve contato com Abu Nasr ibn Iraq, Abu-Mahmud Khojandi, Kushyar ibn Labban e Al-Biruni.